# トルコの都市の一覧
トルコの都市の一覧（トルコのとしのいちらん）。首都はアンカラ。

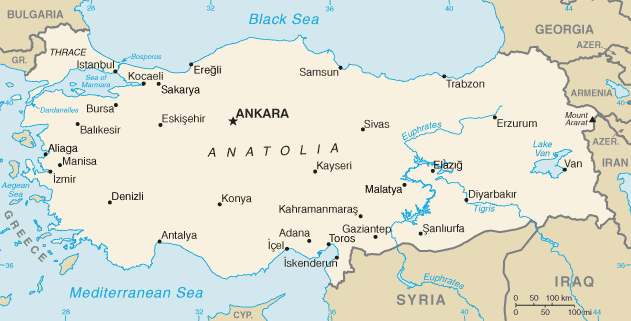
トルコの地図

## 人口上位10都市(2019年)
| 順位 | 都市             | トルコ語  | 人口       | 地方               | 県                 |
| ---- | ---------------- | --------- | ---------- | ------------------ | ------------------ |
| 1.   | イスタンブール   | İstanbul  | 15,519,267 | マルマラ地方       | イスタンブール県   |
| 2.   | アンカラ         | Ankara    | 5,639,076  | 中央アナトリア地方 | アンカラ県         |
| 3.   | イズミル         | İzmir     | 4,367,251  | エーゲ海地方       | イズミル県         |
| 4.   | ブルサ           | Bursa     | 3,056,120  | マルマラ地方       | ブルサ県           |
| 5.   | アンタルヤ       | Antalya   | 2,511,700  | 地中海地方         | アンタルヤ県       |
| 6.   | アダナ           | Adana     | 2,237,940  | 地中海地方         | アダナ県           |
| 7.   | コンヤ           | Konya     | 2,232,374  | 中央アナトリア地方 | コンヤ県           |
| 8.   | シャンルウルファ | Şanlıurfa | 2,073,614  | 南東アナトリア地方 | シャンルウルファ県 |
| 9.   | ガズィアンテプ   | Gaziantep | 2,069,364  | 南東アナトリア地方 | ガズィアンテプ県   |
| 10.  | コジャエリ       | Kocaeli   | 1,953,035  | マルマラ地方       | コジャエリ県       |

## 地方別の都市

### エーゲ海地方
- アイドゥン…アイドゥン県県都、旧称トラレス
- アクヒサル…マニサ県、旧称ティアティラ
- アフィヨンカラヒサール…アフィヨンカラヒサール県県都、旧称カラヒサール・サーヒブ
- アラシェヒル…マニサ県、旧称フィラデルフィア
- イズミル…イズミル県県都、旧称スミュルナ
- ウシャク…ウシャク県県都
- キュタヒヤ…キュタヒヤ県県都、旧称コティアエウム
- クシャダス…アイドゥン県、旧称アニア、ピゲラ
- セルチュク…イズミル県、旧称アギオス・セオロゴス
- ソマ…マニサ県
- ダルヤン…ムーラ県
- チェシュメ…イズミル県
- デニズリ…デニズリ県県都
- ナズィッリ…アイドゥン県、旧称パザルキョイ
- フェトヒイェ…ムーラ県、旧称テルメッソス（英語版）
- フォチャ…イズミル県
- ベルガマ…イズミル県、旧称ペルガモン
- ボドルム…ムーラ県、旧称ハリカルナッソス→ペトロニウム
- マルマリス…ムーラ県、旧称ピュスコス

### 黒海地方
- アマスィヤ…アマスィヤ県県都、旧称アマセイア
- アルトヴィン…アルトヴィン県県都
- オルドゥ…オルドゥ県県都
- カスタモヌ…カスタモヌ県県都、旧称ティモニオン
- カラデニズ・エレーリ…ゾングルダク県、旧称ヘラクレア・ポンティカ
- カラビュック…カラビュック県県都
- ギュミュシュハーネ…ギュミュシュハーネ県県都、旧称アルギロポリス、サンサ、チャルディア、テラ
- ギレスン…ギレスン県県都
- サフランボル…カラビュック県、旧称サフラムポリス
- サムスン…サムスン県県都
- シラン…ギュミュシュハーネ県、旧称ヘリアナ
- ジレ…トカット県、旧称ゼラ
- スィノプ…スィノプ県県都、旧称シヌワ
- ゾングルダク…ゾングルダク県県都
- チョルム…チョルム県県都
- デュズジェ…デュズジェ県県都
- トカット…トカット県県都
- トラブゾン…トラブゾン県県都、旧称トラペズス、トレビゾンド、トレビゾンド帝国首都(1204年～1461年)
- バイブルト…バイブルト県県都
- バルトゥン…バルトゥン県県都、旧称パルテニオス
- ホパ…アルトヴィン県
- ボル…ボル県県都
- リゼ…リゼ県県都

### 地中海地方
- アダナ…アダナ県県都
- アランヤ…アンタルヤ県、旧称カロノロス
- アンタキヤ…ハタイ県県都、旧称アンティオキア
- アンタルヤ…アンタルヤ県県都、旧称アダリア
- イスケンデルン…ハタイ県、旧称アレクサンドリア・ニア・イッサス
- ウスパルタ…ウスパルタ県県都、旧称ウスバルダ、サバルダ、ハミーダーバード、バリス、バレオス
- オスマニエ…オスマニエ県県都
- カフラマンマラシュ…カフラマンマラシュ県県都、旧称マラシュ
- ジェイハン…アダナ県
- シリフケ…メルスィン県、旧称オルバ、セレウキア・アド・カリュカドヌム、セレウケイア
- タルスス…メルスィン県、旧称タルソス
- ブルドゥル…ブルドゥル県県都
- メルスィン…メルスィン県県都、旧称ゼフィリウム→ハドリアノポリス→

### 中央アナトリア地方
- アクサライ…アクサライ県県都、旧称ガルサウラ
- アクシェヒル…コンヤ県、旧称フィロメリウム
- アンカラ…アンカラ県県都、同国首都
- エスキシェヒル…エスキシェヒル県県都
- カイセリ…カイセリ県県都、旧称カエサレア、マザカ
- カラマン…カラマン県県都、旧称ラランダ、ラレンデ、カラマン侯国（英語版）首都(1275年～1468年)
- クルッカレ…クルッカレ県県都
- クルシェヒル…クルシェヒル県県都、旧称アヒユヴァ、カッパドキア、パルナッソス、マシッソス、モキッソス、ユスティニアノポリス
- コンヤ…コンヤ県県都、旧称イコニウム、イコニオン
- スィヴァス…スィヴァス県県都、旧称セバステイア
- チャンクル…チャンクル県県都、旧称ガングラ、ゲルマニコポリス
- ニーデ…ニーデ県県都、別名ニディ
- ネヴシェヒル…ネヴシェヒル県県都
- マニサ…マニサ県県都、旧称マグネシア・アド・シピー
- ユルギュップ…ネヴシェヒル県
- ヨズガト…ヨズガト県県都

### 南東アナトリア地方
- アクチャカレ…シャンルウルファ県
- アドゥヤマン…アドゥヤマン県県都
- ガズィアンテプ…ガズィアンテプ県県都、旧称アインタブ、アンテプ
- キリス…キリス県県都
- クズルテペ…マルディン県
- シャンルウルファ…シャンルウルファ県県都、別名エデッサ、ウルハイ、リハ、ルハ
- シュルナク…シュルナク県県都
- スィイルト…スィイルト県県都、別名シギルド、スヘールド、セルト
- ディヤルバクル…ディヤルバクル県県都、旧称ティグラノセルタ→アミダ→アーミド、アルメニア王国首都(紀元前77年～紀元前69年)
- バトマン…バトマン県県都、旧称イルフ
- ハッラーン…シャンルウルファ県、別名カルラエ
- マルディン…マルディン県県都

### 東アナトリア地方
- アール…アール県県都
- アルダハン…アルダハン県県都
- ヴァン…ヴァン県県都、ウラルトゥ王国首都
- ウードゥル…ウードゥル県県都
- エラズー…エラズー県県都、旧称カーバード
- エルズィンジャン…エルズィンジャン県県都
- エルズルム…エルズルム県県都、旧称アルゼン・エルゼン、アルゼン・エルゼン・アル・ルム、カリカラ、テオドシオポリス
- カルス…カルス県県都、バグラトゥニ朝アルメニア首都(928年～961年)
- トゥンジェリ…トゥンジェリ県県都、旧称デルスィム→カラン
- ハッキャリ…ハッキャリ県県都
- ビトリス…ビトリス県県都
- ビンギョル…ビンギョル県県都、別名チャバクジュル
- マラティヤ…マラティヤ県県都、旧称メリド→メリテネ→バッタルガーズィー
- ムシュ…ムシュ県県都

### マルマラ地方
- アダパザル…サカリヤ県
- イェニシェヒル…ブルサ県
- イスタンブール…イスタンブール県県都、同国最大都市、旧称カルケドン、コンスタンティノープル、ビュザンティオン、ローマ帝国首都(330年～395年)、東ローマ帝国首都(395年～1204年、1261年～1453年)、ラテン帝国首都(1204年～1261年)、オスマン帝国首都(1453年～1922年)
- イズニク…ブルサ県、旧称ニカイア
- イズミット…コジャエリ県県都、旧称ニコメディア
- イネギョル…ブルサ県
- ウズンキョプリュ…エディルネ県
- エディルネ…エディルネ県県都、旧称アドリアノープル、ウスクダマ、エドレネボル、オレスティス、ハドリアノポリス、オスマン帝国首都(1365年～1453年)
- カプクレ…エディルネ県、ヨーロッパで最多通過人数の国境が有る
- クルクラーレリ…クルクラーレリ県県都、旧称クルク・キリセ、サランタ・エクリシエス
- ゲブゼ…コジャエリ県、旧称ダキビサ、リビッサ
- ゲリボル…チャナッカレ県、別名カリポリス、ガリポリ
- チャナッカレ…チャナッカレ県県都、旧称ダーダネリア、トロアス
- テキルダー…テキルダー県県都、旧称ライデストス→ロドスト→ビサンテ→ロドスチュク→テクフルダー
- バルケスィル…バルケスィル県県都、旧称ハドリアヌセラエ→パレオカストロン→カラシ
- ビレジク…ビレジク県県都
- ブルサ…ブルサ県県都、旧称キオス（英語版）、オスマン帝国首都(1326年～1365年)
- ヤロヴァ…ヤロヴァ県県都